# Przemysław Wielgosz

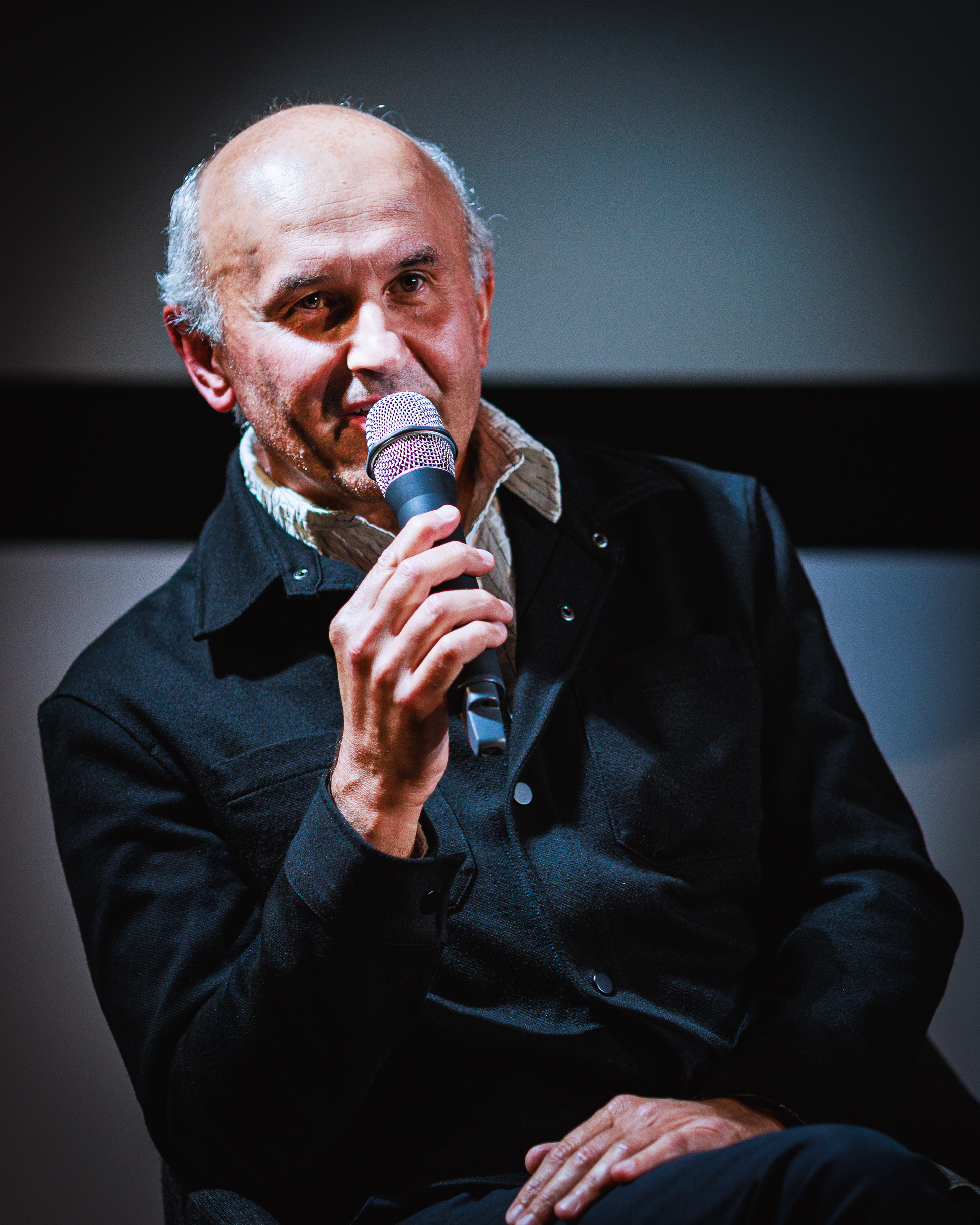

Przemysław Wielgosz (* 15. März 1969) ist ein polnischer Journalist und linker Publizist.

## Leben
An der Wende der 1980er und 1990er Jahre war er in der anarchistischen Bewegung aktiv. Er gab die Zeitschrift „Rewolta“heraus und war in der politischen und künstlerischen Gemeinschaft Komuna Otwock aktiv. Er ist Chefredakteur der polnischen Ausgabe der Monatszeitschrift „Le Monde diplomatique“ und Chefredakteur der Buchreihen „Le Monde diplomatique Library“ und „The Library of Economic Alternatives“. Er gab die halbjährlich erscheinende politische und künstlerische Zeitschrift „Left Noga“ heraus. Er veröffentlichte in „Nowy Robotnik“, „Nowy Tygodnik Popularny“, „Trybuna“, „Recycling Idei“, „Wiedzy Kulturalne“, „Przegląd“, „Socjalistyczny“ und „Przekrój“. In Deutschland veröffentlichte er für „Freitag“, „Analyse und Kritik“und die ostdeutsche Zeitschrift „Telegraph“. Seine Kommentare wurden auch hierzulande in der Wochenzeitung „Jungle World“veröffentlicht.
Im Jahr 2022 wurde er für die Publikation Game of Races für den Literaturpreis Nike nominiert.
In seinen Texten kritisiert er das globale kapitalistische System und die Weltherrschaft der USA. Er macht den Gedanken von Rosa Luxemburg populär.